# Elezioni comunali in Veneto del 2018
Le elezioni comunali in Veneto del 2018 si sono tenute il 10 giugno (con ballottaggio il 24 giugno).

## Venezia

### Martellago
| Candidati            | Candidati            | Voti                 | %     | Liste                                               | Voti  | %     | Seggi |
| -------------------- | -------------------- | -------------------- | ----- | --------------------------------------------------- | ----- | ----- | ----- |
|                      | Andrea Saccarola     | 3.753                | 40,83 | Lega                                                | 1.715 | 20,12 | 5     |
| Progetto Futuro      | Andrea Saccarola     | 3.753                | 40,83 | 809                                                 | 9,49  | 2     |       |
| Saccarola Sindaco    | Andrea Saccarola     | 3.753                | 40,83 | 647                                                 | 7,59  | 2     |       |
| Forza Italia         | Andrea Saccarola     | 3.753                | 40,83 | 328                                                 | 3,85  | 1     |       |
|                      | Monica Barbiero      | 3.126                | 34,01 | Impegno Comune                                      | 1.375 | 16,13 | 2     |
| Partito Democratico  | Monica Barbiero      | 3.126                | 34,01 | 1.126                                               | 13,21 | 1     |       |
| Il Faro              | Monica Barbiero      | 3.126                | 34,01 | 346                                                 | 4,06  | -     |       |
| Seggio di coalizione | Seggio di coalizione | Seggio di coalizione | 34,01 | 1                                                   |       |       |       |
|                      | Alessio Boscolo      | 1.547                | 16,83 | Unione Civica                                       | 1.465 | 17,19 | 1     |
| Seggio di coalizione | Seggio di coalizione | Seggio di coalizione | 16,83 | 1                                                   |       |       |       |
|                      | Andrea Marchiori     | 329                  | 3,58  | Movimento Civico                                    | 314   | 3,68  | -     |
|                      | Virginio Castellaro  | 219                  | 2,38  | Sinistra per Martellago (PCI-PRC-Sinistra Miranese) | 200   | 2,35  | -     |
|                      | Marco Zago           | 217                  | 2,36  | Per Cambiare                                        | 199   | 2,33  | -     |
| Totale               | Totale               | 8.524                | 100   |                                                     | 9.191 | 100   | 16    |

### San Donà di Piave
| Candidati                        | Candidati                       | Voti                 | %     | Liste               | Voti   | %     | Seggi |
| -------------------------------- | ------------------------------- | -------------------- | ----- | ------------------- | ------ | ----- | ----- |
|                                  | Andrea Cereser                  | 8.374                | 43,33 | Partito Democratico | 3.409  | 18,76 | 7     |
| Andrea Cereser Sindaco           | Andrea Cereser                  | 8.374                | 43,33 | 1.871               | 10,30  | 4     |       |
| CittàInsieme                     | Andrea Cereser                  | 8.374                | 43,33 | 1.513               | 8,33   | 3     |       |
| La Frazione                      | Andrea Cereser                  | 8.374                | 43,33 | 663                 | 3,65   | 1     |       |
|                                  | Francesca Anna Elisabetta Pilla | 6.987                | 36,16 | Lega                | 3.528  | 19,42 | 3     |
| La Squadra di Pilla Sindaco      | Francesca Anna Elisabetta Pilla | 6.987                | 36,16 | 1.451               | 7,99   | 1     |       |
| Fratelli d'Italia                | Francesca Anna Elisabetta Pilla | 6.987                | 36,16 | 1.178               | 6,48   | 1     |       |
| Noi con l'Italia-Veneto Autonomo | Francesca Anna Elisabetta Pilla | 6.987                | 36,16 | 357                 | 1,96   | -     |       |
| Uniti per Cambiare               | Francesca Anna Elisabetta Pilla | 6.987                | 36,16 | 301                 | 1,66   | -     |       |
| Seggio di coalizione             | Seggio di coalizione            | Seggio di coalizione | 36,16 | 1                   |        |       |       |
|                                  | Oliviero Leo                    | 2.443                | 12,64 | Scegli Leo Sindaco  | 966    | 5,32  | 1     |
| Insieme                          | Oliviero Leo                    | 2.443                | 12,64 | 773                 | 4,25   | -     |       |
| Forza Italia                     | Oliviero Leo                    | 2.443                | 12,64 | 603                 | 3,32   | -     |       |
| Lista Madeyski                   | Oliviero Leo                    | 2.443                | 12,64 | 147                 | 0,81   | -     |       |
| Seggio di coalizione             | Seggio di coalizione            | Seggio di coalizione | 12,64 | 1                   |        |       |       |
|                                  | Angelo Parrotta                 | 1.195                | 6,18  | Movimento 5 Stelle  | 1.119  | 6,16  | -     |
| Seggio di coalizione             | Seggio di coalizione            | Seggio di coalizione | 6,18  | 1                   |        |       |       |
|                                  | Francesco Maino                 | 326                  | 1,69  | Liberi e Uguali     | 292    | 1,61  | -     |
| Totale                           | Totale                          | 18.171               | 100   |                     | 19.325 | 100   | 24    |

## Padova

### Piove di Sacco
| Candidati            | Candidati                  | Voti                 | %     | Liste                  | Voti  | %     | Seggi |
| -------------------- | -------------------------- | -------------------- | ----- | ---------------------- | ----- | ----- | ----- |
|                      | Davide Gianella            | 4.917                | 51,94 | Piove Civica           | 2.609 | 30,72 | 6     |
| Piove Democratica    | Davide Gianella            | 4.917                | 51,94 | 1.309                  | 15,41 | 3     |       |
| Lista per Corte      | Davide Gianella            | 4.917                | 51,94 | 391                    | 4,60  | 1     |       |
|                      | Andrea Recaldin            | 4.438                | 46,88 | Lega                   | 1.937 | 22,81 | 3     |
| Fratelli d'Italia    | Andrea Recaldin            | 4.438                | 46,88 | 1.872                  | 22,04 | 2     |       |
| Forza Italia         | Andrea Recaldin            | 4.438                | 46,88 | 266                    | 3,13  | -     |       |
| Seggio di coalizione | Seggio di coalizione       | Seggio di coalizione | 46,88 | 1                      |       |       |       |
|                      | Chiara Patrizia Tardivello | 112                  | 1,18  | Rifondazione Comunista | 108   | 1,27  | -     |
| Totale               | Totale                     | 8.492                | 100   |                        | 9.467 | 100   | 16    |

## Rovigo

### Adria
| Candidati             | Candidati            | Voti                 | %     | Liste                      | Voti  | %     | Seggi |
| --------------------- | -------------------- | -------------------- | ----- | -------------------------- | ----- | ----- | ----- |
|                       | Omar Barbierato      | 3.194                | 33,79 | Impegno per il Bene Comune | 1.312 | 15,28 | 6     |
| Siamo Adria           | Omar Barbierato      | 3.194                | 33,79 | 932                        | 10,85 | 4     |       |
| Adria Civica          | Omar Barbierato      | 3.194                | 33,79 | 216                        | 2,52  | -     |       |
|                       | Lamberto Cavallari   | 2.590                | 27,40 | Partito Democratico        | 1.009 | 11,75 | 1     |
| Bobo Sindaco          | Lamberto Cavallari   | 2.590                | 27,40 | 646                        | 7,52  | 1     |       |
| Cavallari Sindaco 2.0 | Lamberto Cavallari   | 2.590                | 27,40 | 644                        | 7,50  | -     |       |
| Lista Civica Frazioni | Lamberto Cavallari   | 2.590                | 27,40 | 264                        | 3,07  | -     |       |
| Ora Cambia            | Lamberto Cavallari   | 2.590                | 27,40 | 102                        | 1,19  | -     |       |
| Seggio di coalizione  | Seggio di coalizione | Seggio di coalizione | 27,40 | 1                          |       |       |       |
|                       | Emanuela Beltrame    | 1.839                | 19,46 | Lega                       | 1.222 | 14,26 | 1     |
| Forza Italia          | Emanuela Beltrame    | 1.839                | 19,46 | 534                        | 6,22  | -     |       |
| Seggio di coalizione  | Seggio di coalizione | Seggio di coalizione | 19,46 | 1                          |       |       |       |
|                       | Giorgia Furlanetto   | 959                  | 10,15 | Fratelli d'Italia          | 612   | 7,13  | -     |
| Forza Adria           | Giorgia Furlanetto   | 959                  | 10,15 | 329                        | 3,83  | -     |       |
| Seggio di coalizione  | Seggio di coalizione | Seggio di coalizione | 10,15 | 1                          |       |       |       |
|                       | Elena Suman          | 794                  | 8,40  | Movimento 5 Stelle         | 712   | 8,29  | -     |
|                       | Piermarino Veronese  | 76                   | 0,80  | Adria Domani               | 54    | 0,63  | -     |
| Totale                | Totale               | 8.588                | 100   |                            | 9.452 | 100   | 16    |

## Treviso

### Treviso
| Candidati                        | Candidati                   | Voti                        | %     | Liste                                    | Voti   | %     | Seggi |
| -------------------------------- | --------------------------- | --------------------------- | ----- | ---------------------------------------- | ------ | ----- | ----- |
|                                  | Mario Conte ✔️ Sindaco      | 21.838                      | 54,49 | Lega - Liga Veneta                       | 7.483  | 19,54 | 8     |
| Mario Conte Sindaco              | Mario Conte ✔️ Sindaco      | 21.838                      | 54,49 | 5.799                                    | 15,14  | 6     |       |
| Zaia - Gentilini                 | Mario Conte ✔️ Sindaco      | 21.838                      | 54,49 | 4.362                                    | 11,39  | 5     |       |
| Forza Italia                     | Mario Conte ✔️ Sindaco      | 21.838                      | 54,49 | 1.467                                    | 3,83   | 1     |       |
| Grande Treviso                   | Mario Conte ✔️ Sindaco      | 21.838                      | 54,49 | 853                                      | 2,23   | -     |       |
| Fratelli d'Italia                | Mario Conte ✔️ Sindaco      | 21.838                      | 54,49 | 582                                      | 1,52   | -     |       |
| Unione di Centro - Lista Renosto | Mario Conte ✔️ Sindaco      | 21.838                      | 54,49 | 458                                      | 1,20   | -     |       |
|                                  | Giovanni Manildo            | 15.081                      | 37,63 | Partito Democratico                      | 6.259  | 16,34 | 5     |
| Giovanni Manildo Sindaco         | Giovanni Manildo            | 15.081                      | 37,63 | 3.853                                    | 10,06  | 3     |       |
| Treviso Civica                   | Giovanni Manildo            | 15.081                      | 37,63 | 2.422                                    | 6,32   | 2     |       |
| Impegno Civile - Futura          | Giovanni Manildo            | 15.081                      | 37,63 | 970                                      | 2,53   | -     |       |
| Treviso è                        | Giovanni Manildo            | 15.081                      | 37,63 | 825                                      | 2,15   | -     |       |
| Seggio al candidato sindaco      | Seggio al candidato sindaco | Seggio al candidato sindaco | 37,63 | 1                                        |        |       |       |
|                                  | Domenico Losappio           | 1.707                       | 4,26  | Movimento 5 Stelle                       | 1.591  | 4,15  | 1     |
|                                  | Maristella Caldato          | 756                         | 1,89  | Treviso Unica                            | 720    | 1,88  | -     |
|                                  | Said Chaibi                 | 453                         | 1,13  | Coalizione Civica - Sinistra per Treviso | 435    | 1,14  | -     |
|                                  | Carla Condurso              | 239                         | 0,60  | Il Popolo della Famiglia                 | 225    | 0,59  | -     |
| Totale                           | Totale                      | 40.074                      | 100   |                                          | 38.304 | 100   | 32    |

### Vedelago
| Candidati                                  | Candidati            | Voti                 | %     | Liste                    | Voti  | %     | Seggi |
| ------------------------------------------ | -------------------- | -------------------- | ----- | ------------------------ | ----- | ----- | ----- |
|                                            | Cristina Andretta    | 4.947                | 66,37 | Lega                     | 1.849 | 27,85 | 5     |
| Lista Marco Perin                          | Cristina Andretta    | 4.947                | 66,37 | 1.725                    | 25,99 | 4     |       |
| Indipendenza Veneta-Liga Veneta Repubblica | Cristina Andretta    | 4.947                | 66,37 | 914                      | 13,77 | 2     |       |
|                                            | Paolo Quaggiotto     | 1.347                | 18,07 | Paolo Quaggiotto Sindaco | 866   | 13,05 | 2     |
| Diamo Voce a Vedelago                      | Paolo Quaggiotto     | 1.347                | 18,07 | 316                      | 4,76  | -     |       |
| Seggio di coalizione                       | Seggio di coalizione | Seggio di coalizione | 18,07 | 1                        |       |       |       |
|                                            | Sergio Squizzato     | 1.160                | 15,56 | Futuro in Movimento      | 615   | 9,26  | 1     |
| Passione Vedelago                          | Sergio Squizzato     | 1.160                | 15,56 | 353                      | 5,32  | -     |       |
| Seggio di coalizione                       | Seggio di coalizione | Seggio di coalizione | 15,56 | 1                        |       |       |       |
| Totale                                     | Totale               | 6.638                | 100   |                          | 7.454 | 100   | 16    |

## Verona

### Bussolengo
| Candidati                                  | Candidati            | Voti                 | %     | Liste                   | Voti  | %     | Seggi |
| ------------------------------------------ | -------------------- | -------------------- | ----- | ----------------------- | ----- | ----- | ----- |
|                                            | Roberto Brizzi       | 3.297                | 36,76 | Alleanza per Bussolengo | 1.087 | 13,06 | 4     |
| Siamo Bussolengo                           | Roberto Brizzi       | 3.297                | 36,76 | 994                     | 11,94 | 3     |       |
| Lista Ceschi - Bussolengo al Centro        | Roberto Brizzi       | 3.297                | 36,76 | 613                     | 7,36  | 2     |       |
| Valore a Bussolengo                        | Roberto Brizzi       | 3.297                | 36,76 | 465                     | 5,59  | 1     |       |
|                                            | Paola Boscaini       | 2.997                | 33,42 | C'è Futuro              | 1.638 | 19,68 | 2     |
| Città Solidale                             | Paola Boscaini       | 2.997                | 33,42 | 573                     | 6,88  | -     |       |
| Vivere Bussolengo-San Vito                 | Paola Boscaini       | 2.997                | 33,42 | 416                     | 5,00  | -     |       |
| Seggio di coalizione                       | Seggio di coalizione | Seggio di coalizione | 33,42 | 1                       |       |       |       |
|                                            | Claudio Perusi       | 2.068                | 23,06 | Lega                    | 1.278 | 15,35 | 2     |
| Fratelli d'Italia-Il Popolo della Famiglia | Claudio Perusi       | 2.068                | 23,06 | 471                     | 5,66  | -     |       |
| Bussolengo Civica                          | Claudio Perusi       | 2.068                | 23,06 | 229                     | 2,75  | -     |       |
| Seggio di coalizione                       | Seggio di coalizione | Seggio di coalizione | 23,06 | 1                       |       |       |       |
|                                            | Michele Mazzi        | 606                  | 6,76  | Movimento 5 Stelle      | 561   | 6,74  | -     |
| Totale                                     | Totale               | 8.325                | 100   |                         | 8.968 | 100   | 16    |

### Sona
| Candidati                                            | Candidati            | Voti                 | %     | Liste             | Voti  | %     | Seggi |
| ---------------------------------------------------- | -------------------- | -------------------- | ----- | ----------------- | ----- | ----- | ----- |
|                                                      | Gianluigi Mazzi      | 4.235                | 57,89 | Persona al Centro | 3.116 | 45,18 | 8     |
| Valore Famiglia                                      | Gianluigi Mazzi      | 4.235                | 57,89 | 543               | 7,87  | 1     |       |
| Giovani per Sona                                     | Gianluigi Mazzi      | 4.235                | 57,89 | 396               | 5,74  | 1     |       |
|                                                      | Flavio Bonometti     | 2.191                | 29,95 | Lega              | 1.386 | 20,10 | 3     |
| Liga Veneta Repubblica-Verona Domani-Progetto Comune | Flavio Bonometti     | 2.191                | 29,95 | 671               | 9,73  | 1     |       |
| Seggio di coalizione                                 | Seggio di coalizione | Seggio di coalizione | 29,95 | 1                 |       |       |       |
|                                                      | Virginio Moletta     | 890                  | 12,17 | Noi Per Sona      | 592   | 8,58  | -     |
| Testa e Cuore per Sona                               | Virginio Moletta     | 890                  | 12,17 | 193               | 2,80  | -     |       |
| Seggio di coalizione                                 | Seggio di coalizione | Seggio di coalizione | 12,17 | 1                 |       |       |       |
| Totale                                               | Totale               | 6.897                | 100   |                   | 7.316 | 100   | 16    |

### Villafranca di Verona
| Candidati            | Candidati             | Voti                 | %     | Liste                    | Voti   | %     | Seggi |
| -------------------- | --------------------- | -------------------- | ----- | ------------------------ | ------ | ----- | ----- |
|                      | Roberto Luca Dall'Oca | 9.370                | 63,41 | Lega                     | 2.837  | 19,84 | 6     |
| Forza Italia         | Roberto Luca Dall'Oca | 9.370                | 63,41 | 2.364                    | 16,53  | 4     |       |
| Insieme si Può       | Roberto Luca Dall'Oca | 9.370                | 63,41 | 2.113                    | 14,78  | 4     |       |
| Fratelli d'Italia    | Roberto Luca Dall'Oca | 9.370                | 63,41 | 1.221                    | 8,54   | 2     |       |
| Villafranca Domani   | Roberto Luca Dall'Oca | 9.370                | 63,41 | 652                      | 4,56   | 1     |       |
|                      | Isabella Roveroni     | 2.531                | 17,13 | Progetto Villafranca     | 1.487  | 10,40 | 2     |
| Idee in Cantiere     | Isabella Roveroni     | 2.531                | 938   | 6,56                     | -      |       |       |
| Seggio di coalizione | Seggio di coalizione  | Seggio di coalizione | 1     |                          |        |       |       |
|                      | Clara Zanetti         | 984                  | 6,66  | Movimento 5 Stelle       | 943    | 6,59  | -     |
| Seggio di coalizione | Seggio di coalizione  | Seggio di coalizione | 6,66  | 1                        |        |       |       |
|                      | Lino Massagrande      | 770                  | 5,21  | Noi per Voi              | 743    | 5,20  | -     |
| Seggio di coalizione | Seggio di coalizione  | Seggio di coalizione | 5,21  | 1                        |        |       |       |
|                      | Andrea Cordioli       | 587                  | 3,97  | Borgo Libero             | 525    | 3,67  | -     |
| Seggio di coalizione | Seggio di coalizione  | Seggio di coalizione | 3,97  | 1                        |        |       |       |
|                      | Ennio Chiaramonte     | 534                  | 3,61  | Il Popolo della Famiglia | 477    | 3,34  | -     |
| Totale               | Totale                | 14.300               | 100   |                          | 14.776 | 100   | 24    |

## Vicenza

### Vicenza
| Candidati                                       | Candidati                   | Voti                        | %     | Liste                 | Voti   | %     | Seggi |
| ----------------------------------------------- | --------------------------- | --------------------------- | ----- | --------------------- | ------ | ----- | ----- |
|                                                 | Francesco Rucco ✔️ Sindaco  | 24.271                      | 50,64 | #Rucco Sindaco        | 10.707 | 24,54 | 10    |
| Lega - Liga Veneta                              | Francesco Rucco ✔️ Sindaco  | 24.271                      | 50,64 | 6.930                 | 15,88  | 7     |       |
| Forza Italia                                    | Francesco Rucco ✔️ Sindaco  | 24.271                      | 50,64 | 2.301                 | 5,27   | 2     |       |
| Cicero - Impegno a 360°                         | Francesco Rucco ✔️ Sindaco  | 24.271                      | 50,64 | 1.031                 | 2,36   | 1     |       |
| Fratelli d'Italia                               | Francesco Rucco ✔️ Sindaco  | 24.271                      | 50,64 | 730                   | 1,67   | -     |       |
| Vicenza ai Vicentini - Il Popolo della Famiglia | Francesco Rucco ✔️ Sindaco  | 24.271                      | 50,64 | 566                   | 1,30   | -     |       |
|                                                 | Otello Dalla Rosa           | 21.985                      | 45,87 | Partito Democratico   | 10.410 | 23,86 | 6     |
| Vicenza Capoluogo - Da Adesso in Poi            | Otello Dalla Rosa           | 21.985                      | 45,87 | 3.343                 | 7,66   | 2     |       |
| Vinova                                          | Otello Dalla Rosa           | 21.985                      | 45,87 | 2.848                 | 6,53   | 1     |       |
| Quartieri al Centro                             | Otello Dalla Rosa           | 21.985                      | 45,87 | 1.700                 | 3,90   | 1     |       |
| Coalizione Civica per Vicenza                   | Otello Dalla Rosa           | 21.985                      | 45,87 | 1.564                 | 3,58   | 1     |       |
| Seggio al candidato sindaco                     | Seggio al candidato sindaco | Seggio al candidato sindaco | 45,87 | 1                     |        |       |       |
|                                                 | Filippo Albertin            | 519                         | 1,08  | Potere al Popolo!     | 493    | 1,13  | -     |
|                                                 | Andrea Maroso               | 495                         | 1,03  | Siamo Veneto          | 418    | 0,96  | -     |
|                                                 | Leonardo Bano               | 336                         | 0,70  | No Privilegi Politici | 307    | 0,70  | -     |
|                                                 | Franca Equizi               | 324                         | 0,68  | Grande Nord           | 289    | 0,66  | -     |
| Totale                                          | Totale                      | 47.930                      | 100   |                       | 43.637 | 100   | 32    |